# 53817 Gertrudebacon
53817 Gertrudebacon este o planetă minoră (asteroid), cu un diametru de 7,834 km, din centura de asteroizi. A fost descoperită pe 11 martie 2000 la Catalina Station⁠(d) de Catalina Sky Survey. 
Obiectul prezintă o orbită caracterizată de o semiaxă mare de 2,7775887466304 UAi, o excentricitate de 0,17286959113738, o înclinație de 17,774138164152 ° în raport cu ecliptica.